# Annie Collins
Pour les articles homonymes, voir Collins.
Annie Collins est une monteuse néo-zélandaise.

## Biographie
Annie Collins est devenue dans les années 1970 l'une des premières monteuses de Nouvelle-Zélande à apprendre le montage en dehors des circuits traditionnels du cinéma et de la télévision alors qu'elle fait des études de design graphique à l'université Massey de Wellington. Elle fait ses débuts professionnels en travaillant au montage sonore du film Sleeping Dog (1977). Au cours des années 1980, elle assure le montage de nombreux documentaires. À la fin des années 1990, elle intègre le département montage de la trilogie du Seigneur des anneaux, travaillant au sein de cette équipe pendant quatre ans et demi. Elle réalise notamment un premier montage de 4 heures et demie du Retour du roi entre 2001 et 2002. Elle a remporté trois fois le New Zealand Film Award du meilleur montage pour Scarfies en 2000, Out of the Blue en 2008 et Two Little Boys en 2012.

## Filmographie sélective
- 1981 : Goodbye Pork Pie (montage sonore)
- 1999 : Scarfies
- 2002 : Le Seigneur des anneaux : Les Deux Tours (assistante monteuse)
- 2003 : Le Seigneur des anneaux : Le Retour du roi (monteuse additionnelle)
- 2006 : Out of the Blue
- 2012 : Two Little Boys (en)